# Hammer Sogn (Næstved Kommune)
 For alternative betydninger, se Hammer Sogn. (Se også artikler, som begynder med Hammer Sogn)
Hammer Sogn er et sogn i Næstved Provsti (Roskilde Stift).
I 1800-tallet var Lundby Sogn anneks til Hammer Sogn. Hammer-Lundby sognekommune blev senere delt, så hvert sogn dannede sin egen sognekommune. Hammer gik allerede i 1962 ind i Fladså Kommune, som blev dannet færdig ved kommunalreformen i 1970 og indgik i Næstved Kommune ved strukturreformen i 2007. Lundby gik sammen med Køng Sogn, der havde dannet sin egen sognekommune. Alle 3 sogne hørte til Hammer Herred i Præstø Amt. Køng-Lundby blev ved kommunalreformen indlemmet i Vordingborg Kommune.
I Hammer Sogn ligger Hammer Kirke
I sognet findes følgende autoriserede stednavne:
- Blangslev (bebyggelse, ejerlav)
- Fårup (bebyggelse, ejerlav)
- Hammer (bebyggelse, ejerlav)
- Hammer Alminde (bebyggelse)
- Hammer Hestehave (bebyggelse)
- Hammer Præstemark (bebyggelse)
- Hammer Sandhuse (bebyggelse)
- Hammer Tvede (bebyggelse, ejerlav)
- Hammer-Torup (bebyggelse, ejerlav)
- Hunstrup (bebyggelse, ejerlav)
- Lov (bebyggelse, ejerlav)
- Nyskov (bebyggelse på grænsen til Bårse), også kaldet Hammer Nyskov, Hammer Nyskovhuse eller blot Nyskovhuse
- Ring (bebyggelse, ejerlav)
- Ring Torp (bebyggelse)
- Ring Øbjerg (bebyggelse)
- Riseold (bebyggelse)
- Sønderskov (bebyggelse)
- Vejlebro (bebyggelse)